# ミンディガレ
ミンディガレ (Mindigale, Midigale, Middigale) はソマリア北部のサナーグ州にある、プントランドが実効支配する町。ソマリランドも領有権を主張している。

## 最近の歴史
2000年頃、Horn Reliefはミンディガレなどでロックダム（小岩を積み上げて作った一時的なダム）を作って用水路を整備した。また、その技術の教育を行った。
2015年7月、バハンで元ソマリランド家畜大臣Cabdiraxmaan Jaamac Cabdallaの家族が銃撃された。犯人はミンディガレ方面から来たものと見られる。
2017年7月、ガローウェでエル・ダヒル道路建設委員会がプントランドのガース大統領と会談し、エル・ダヒル-エリガボ間の道路工事が現在ミンディガレ付近で行われていることを報告した。
2018年5月、プントランドのボサソに拠点を持つアフリカ開発機構は、エル・ダヒル-エリガボ道路委員会に16匹のヤギを寄贈し、今後も支援を続けると発表した。
2018年9月、プントランドのガース大統領とプントランド衆議院議長はミンディガレなどの村々を訪問し、歓迎された。
2019年12月、新たにプントランド国会議長Cabdirashiid Yuusuf Jibriilがバハンに向かう途中のミンディガレで、前議長Cabdixakiin Dhoobaの解任に反対して議長団に発砲する事件があった。新議長はバハンでは歓迎されたものの、ミンディガレ以外でも抗議活動が行われた。
2020年4月、ミンディガレ村とオーセイン村の間で民間人が民兵に殺され、その民兵はブラーン方面に逃亡した。プントランド治安部隊は殺害犯として、武装民兵を逮捕した。
2020年9月、プントランド水開発庁のマネージャーを筆頭に、南西ソマリア、ガルムドゥグ、ソマリア連邦政府のメンバーからなる代表団が、ミンディガレを訪問した。
2021年3月、自動車でバハンに移動していたプントランド国会議員がミンディガレ付近で交通事故のため死亡した。

## 市長
- Cawad Cali Jaamac - 2017[12]